# Geocaryum cynapioides
Geocaryum cynapioides är en flockblommig växtart som först beskrevs av Giovanni Gussone, och fick sitt nu gällande namn av Lennart Engstrand. Geocaryum cynapioides ingår i släktet Geocaryum och familjen flockblommiga växter. Inga underarter finns listade i Catalogue of Life.